# Punishment of Luxury
Punishment of Luxury, auch bekannt als  Punilux  war eine Punk- bzw. Post-Punk-Band, die in den späten 1970er und frühen 1980er Jahren existierte. Der Name stammt von einem Gemälde Giovanni Segantinis.
Gegründet im Dezember 1976 im Nordosten von England, veröffentlichte die Gruppe ihre erste Single, Puppet Life, bei dem Independent-Label Small Wonder Records, wo unter anderen auch Bauhaus, Patrik Fitzgerald, Crass, The Cure, die Cockney Rejects und die Angelic Upstarts ihre ersten Platten veröffentlichten.
1979 unterschrieb die Gruppe einen Vertrag mit United Artists und veröffentlichte die Single Jellyfish/Engine of Excess sowie das Album Laughing Academy. 1980 wurde die Single Secrets/Brain Bomb veröffentlicht. Die Platten verkauften sich verhältnismäßig gut und erhielten wohlwollende Kritiken.
Nach einer längeren Europa-Tournee ging die Band ins Studio, um das nächste Album aufzunehmen. Während der Aufnahmen wurde die Plattenfirma United Artists von EMI übernommen, die die Band fallenließ.
2007, über 30 Jahre nach der Gründung, gab die Band ein Jubiläumskonzert.